# ANZAC Bridge
Die ANZAC Bridge oder Anzac Bridge (beide Schreibweisen werden offiziell benutzt) ist eine Straßenbrücke über die Johnstons Bay, einer Hafenbucht am Südufer von Port Jackson westlich der Innenstadt von Sydney, Australien. Die Schrägseilbrücke zwischen Pyrmont und Glebe Island – heute eine Halbinsel – ersetzte die frühere Glebe Island Bridge und ist Teil des Western Distributor, einer Stadtautobahn, die die Innenstadt mit den inneren westlichen Stadtteilen von Sydney und dem Norden der Stadt verbindet.

## Geschichte

### Glebe Island Bridge
Vor dem Bau der ANZAC Bridge gab es zwei Brücken über die Johnstons Bay:
Die erste Brücke entstand im Rahmen eines Projektes zur Verlegung des Schlachthauses aus der Innenstadt auf Glebe Island. Der erste Pfeiler der ursprünglichen Brücke wurde im Oktober 1860 eingetrieben. 1862 wurde die 318,6 Meter lange und 8,5 Meter breite Holzbrücke eröffnet. Sie besaß einen 12 Meter langen schwenkbaren Teil, so dass nach wie vor Schiffe in die Bucht einfahren konnten. Zuvor verkehrte eine dampfbetriebene Fähre.
Die zweite Glebe Island Bridge war eine elektrisch betriebene Drehbrücke. Sie wurde 1903, ein Jahr nach der Eröffnung der Pyrmont Bridge über den Darling Harbour, eröffnet. Percy Allen vom New South Wales Public Works Department, der bereits die Pyrmont Bridge konstruiert hatte, entwarf auch diese Brücke.
Um Schiffen die Einfahrt in die Blackwattle Bay zu ermöglichen, musste die Drehbrücke regelmäßig für den Verkehr geschlossen werden. Zunehmende Staus auf der wichtigen Verkehrsachse veranlassten schließlich den Bau der heutigen ANZAC Bridge, die hoch genug ist, dass die Schiffe sie unterqueren können. Die Brücke von 1903 steht heute (2011) noch immer, ist aber nicht mehr für Fußgänger oder Fahrzeuge erreichbar.

### ANZAC Bridge

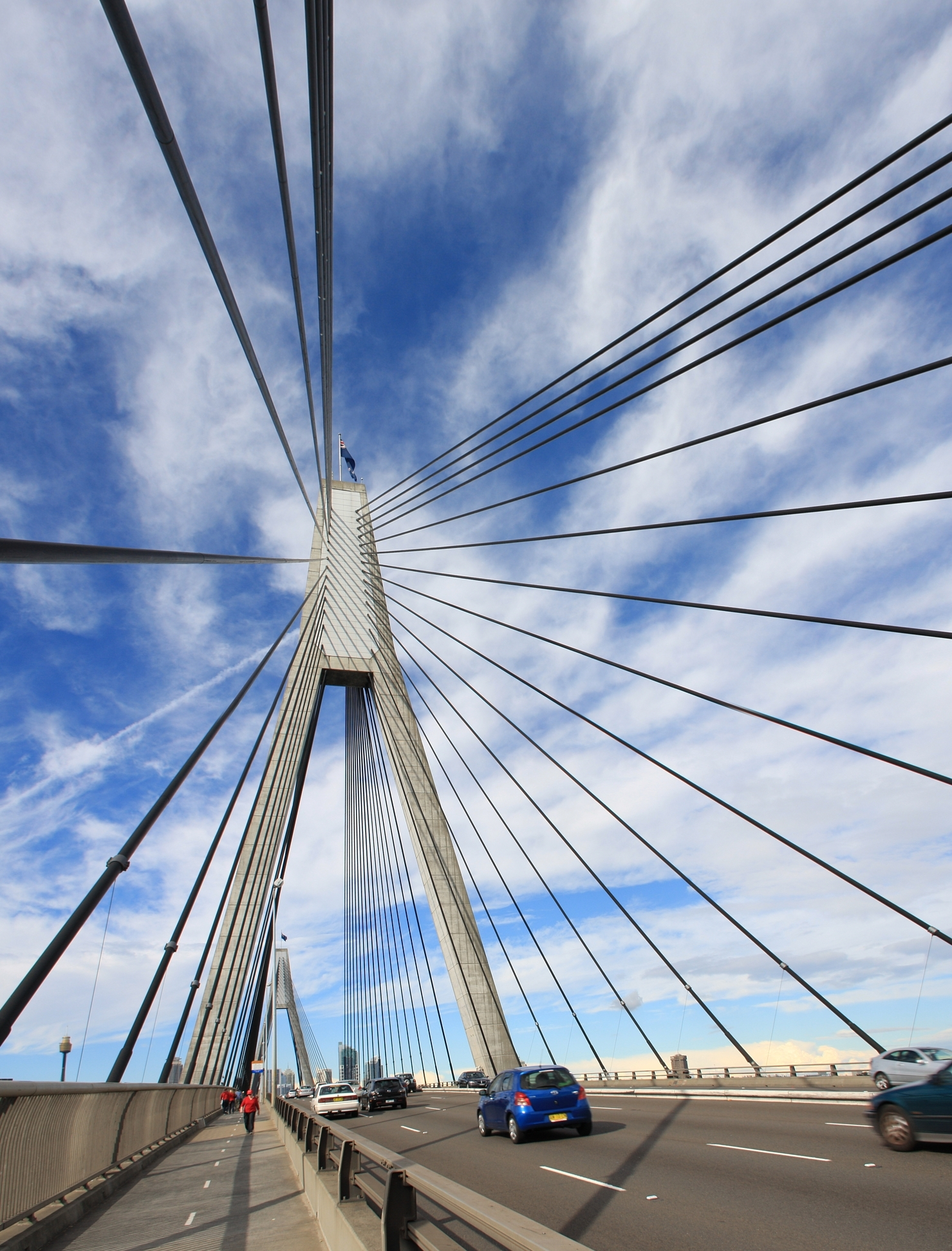
Pylone und Seile der ANZAC Bridge

Die neue Brücke wurde vom Bauunternehmen Baulderstone gebaut und am 3. Dezember 1995 eröffnet.
Am Volkstrauertag 1998 wurde sie zu Ehren der Soldaten des Australian and New Zealand Army Corps des Ersten Weltkrieges auf den aktuellen Namen getauft. Auf dem östlichen Pylon weht eine australische, auf dem westlichen eine neuseeländische Flagge. Am ANZAC Day 2000 wurde eine Bronzestatue eines australischen ANZAC-Soldaten („Digger“), der ein Lee-Enfield-Gewehr hält, am westlichen Ende der Brücke aufgestellt. Eine Statue eines neuseeländischen Soldaten wurde am 27. August 2008 auf der anderen Straßenseite hinzugefügt.

## Beschreibung
Die ANZAC Bridge ist die längste Schrägseilbrücke Australiens. Sie ist 32,2 Meter breit und die Hauptspannweite beträgt 345 Meter. Die Stahlbetonpylone sind 120 Meter hoch, die Fahrbahnen sind daran mit zwei Sätzen Schrägseilen angehängt. Anfangs litten die Schrägseile unter Vibrationen. Später konnte dieser Mangel durch das Hinzufügen dünnerer Stabilisierungsseile zwischen den Tragseilen behoben werden.
An der Nordseite der Brücke verläuft ein kombinierter Fuß- und Radweg, der einen gemütlichen, 40 Minuten langen Spaziergang um die Blackwattle Bay herum ermöglicht.
Um die Durchfahrt von Schiffen in die Johnstons Bay zu ermöglichen, war ein entsprechend großer und teurer Bau nötig, was wiederholt kritisiert wurde. Und bald nach Fertigstellung der Brücke verlor diese Bucht auch noch ihre Bedeutung für den Schiffsverkehr.
Heute patrouilliert zur Abwehr eines terroristischen Anschlages regelmäßig Sicherheitspersonal über die Brücke, und der Fußweg wird mit Verkehrskameras überwacht.

## Trivia
Die erste Zeile des 1995 präsentierten Liedes Purple Sneakers der Rock-Band You Am I lautet: „Had a scratch only you could itch / unterneath the Glebe Point Bridge“ (dt.: Ich hatte einen Kratzer, den nur Du kratzen könntest, unterhalb der Glebe Point Bridge). Der von Tim Rogers stammende Text bezieht sich vermutlich auf die Glebe Island Bridge von 1903.

## Bilder

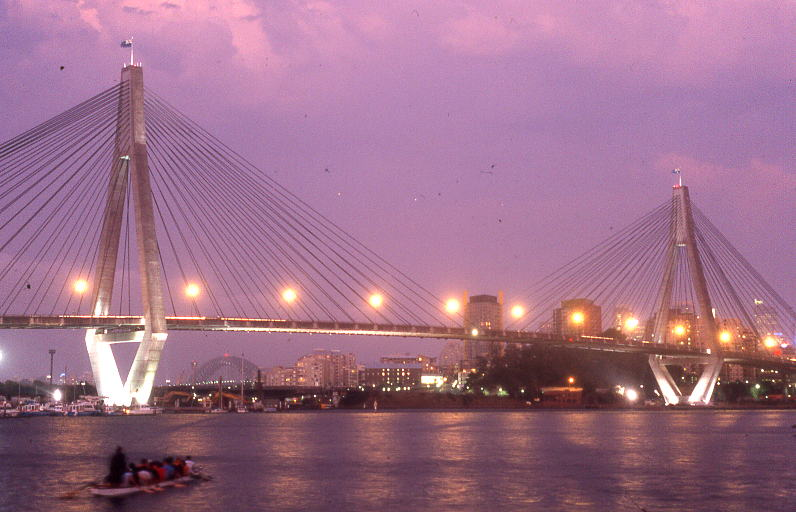
ANZAC Bridge in der Abenddämmerung von Südwesten (Glebe Point) aus
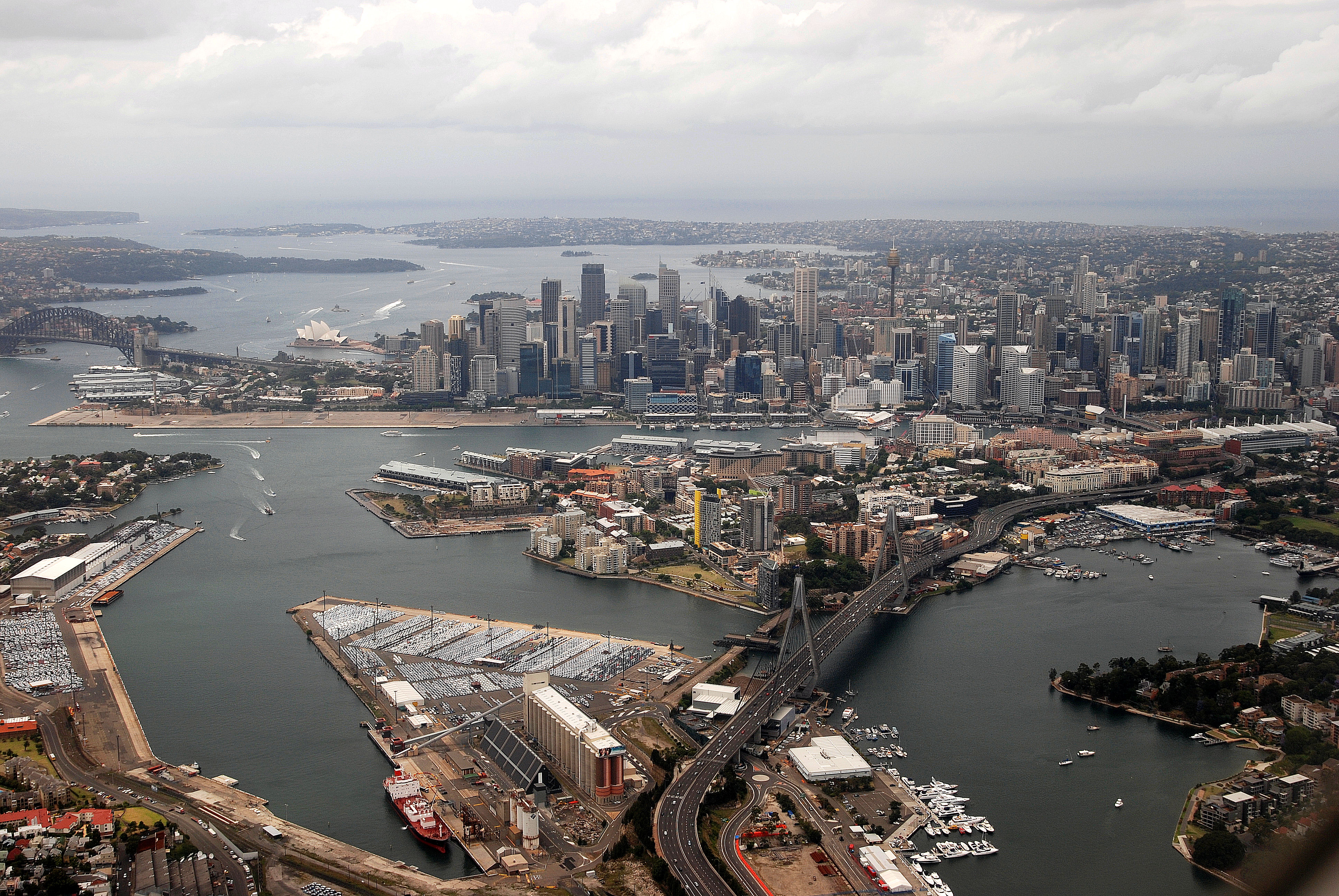
Luftbild des Hafens von Sydney aus Richtung Westen (2008). Die ANZAC Bridge liegt in der unteren Mitte rechts. Die alte Glebe Island Bridge liegt links daneben.
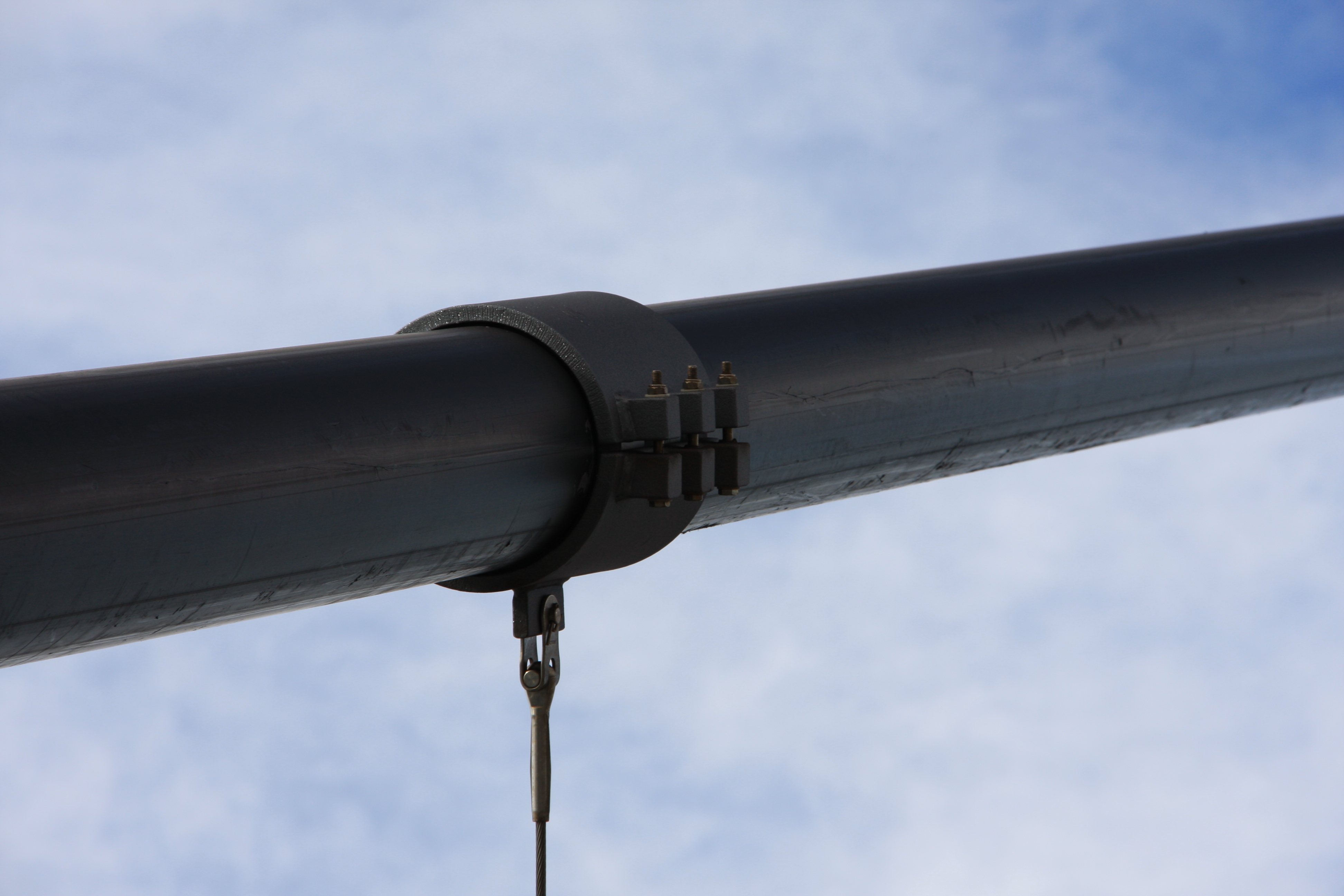
Die Tragseile der Brücke litten unter Vibrationen, die man durch das Einziehen von Stabilisierungsseilen (siehe Bild) zwischen den Tragseilen beseitigte.
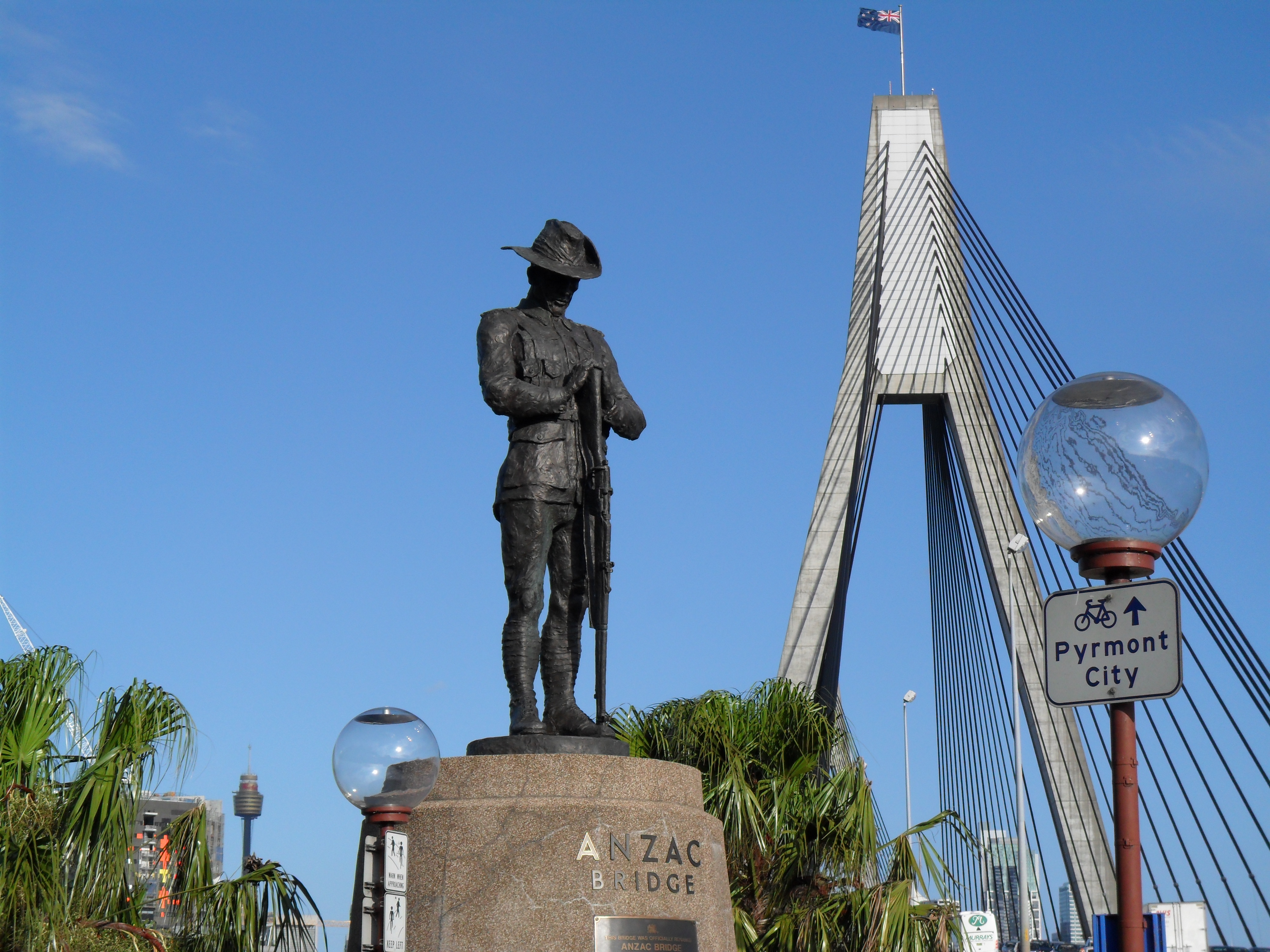
Statue eines australischen ANZAC-Soldaten an der Nordwestseite der Brücke
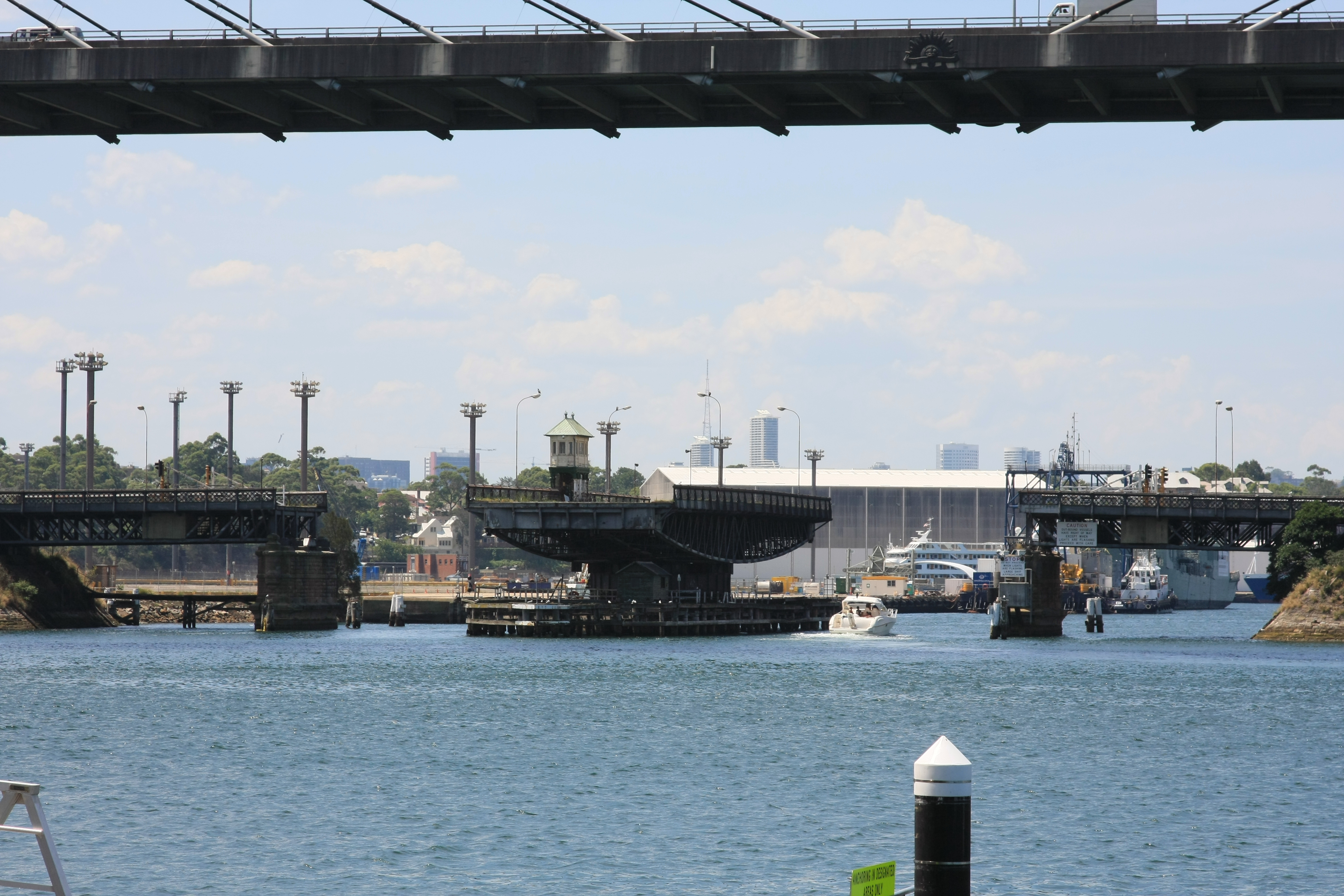
Die zweite Glebe Island Bridge vom Wasser aus. Die Fahrbahnen der ANZAC Bridge liegen darüber.